# Pinnaspis dracaenae
Pinnaspis dracaenae är en insektsart som först beskrevs av Cooley 1899.  Pinnaspis dracaenae ingår i släktet Pinnaspis och familjen pansarsköldlöss. Inga underarter finns listade i Catalogue of Life.